# Krzysztof Eydziatowicz
Krzysztof Maurycy Ludwik Gedrus Eydziatowicz herbu Łuk (ur. 18 września 1897 w Sanoku, zm. 23 stycznia 1961 w Londynie) – żołnierz Legionów Polskich i kapitan artylerii Wojska Polskiego, dziennikarz, pracownik Polskiego Radia, działacz radiofonii, urzędnik, przedsiębiorca.

## Życiorys
Urodził się 18 września 1897 w Sanoku. Był wnukiem obywatela ziemskiego Tadeusza Gedrus Eydziatowicza herbu Łuk (Łuk Napięty) (1835–1894) i Heleny z domu Rembielińska herbu Lubicz (1850–1917), synem Ludwik (1870–1918) i Jadwigi z domu Zaleskiej. Ojciec był urzędnikiem oraz pracownikiem i dyrektorem Fabryki Wagonów i Maszyn w Sanoku.
W pierwszej połowie czerwca 1914 zdał egzamin dojrzałości w C. K. I Wyższej Szkole Realnej w Krakowie. Po wybuchu I wojny światowej 14 sierpnia 1914 wraz z ojcem udał się do Krakowa celem zespolenia z oddziałami strzeleckimi. Służył w Legionach Polskich jako podchorąży artylerii. Jego ojciec, major kancelaryjny legionów, popełnił samobójstwo 15 lutego 1918 w Warszawie.
Po odzyskaniu przez Polskę niepodległości został przyjęty do Wojska Polskiego i został oficerem artylerii. Uczestniczył w wojnie polsko-bolszewickiej. Został awansowany do stopnia kapitana artylerii ze starszeństwem z 1 czerwca 1919. W latach 20. był oficerem zawodowym 16 pułku artylerii polowej w garnizonie Grudziądz, w tym w 1924 formalnie w tymczasowym stanie – etacie przejściowej był przydzielony do Francuskiej Misji Wojskowej. W latach 20. odszedł z Wojska Polskiego. Do 1939 działał w grupie artylerii Związku Oficerów Rezerwy.
W latach 20. był urzędnikiem Ministerstwa Spraw Zagranicznych, w tym czasie był przewodniczącym zarządu i właścicielem wszystkich udziałów spółki „Vistula”, będącej wydawcą dziennika „Messager Polonais”, założonego przez MSZ. Wobec zagubienia dokumentów uwierzytelniających do 1 stycznia 1929 był pracownikiem administracji „Messager Polonais”, a do 1 lipca 1929 akwizytorem tego pisma. Został pracownikiem Polskiego Radia. Był kierownikiem wydziału „Detefon” PR. Pełnił stanowisko szefa Biura Studiów PR od 1934 do końca istnienia II Rzeczypospolitej w 1939 (jego zastępczynią była Maria Ponikowska). Na antenie PR wygłaszał prelekcje i pogadanki np. pod tytułem Kto słucha radia w Polsce.
Został jednym z zarządców spółek z ograniczoną odpowiedzialnością: powołanego w 1922 Chemicznego Przemysłu Drzewnego „Ceranów”, powołanego w 1925 Towarzystwa Wydawniczego „Wereyd”. W 1931 był jednym z założycieli spółki akcyjnej „Cukrownia Guzów”. Był członkiem Polskiego Związku Reklamowego. 27 stycznia 1938 był przewodniczącym walnego zebrania PZR i został wybrany członkiem zarządu PZR i objął delegaturę w Sekcji Rzeczoznawców zarządu PZR.
Zamieszkiwał w Warszawie; w latach 20. figurował pod adresem Aleja Róż 10 wspólnie z Natalią hr. ze Starzeńskich, na początku lat 30. był przypisany do adresu Ujazdowska 39, a w połowie lat 30. do adresu ulicy Piękna (później Piusa XI) 11.
Podczas II wojny światowej publikował na łamach tygodnika „Wiadomości Polskie, Polityczne i Literackie”, wydawanego w Londynie. W 1941 na wniosek gen. Izydora Modelskiego do ministra skarbu powierzono mu organizację przyszłych radiostacji w kraju oraz obowiązki kuratora SA Polskie Radio. Został urzędnikiem rządu polskiego na uchodźstwie od 1 września 1942 pracował w gabinecie prezesa Rady Ministrów. Był referentem spraw związanych z radiofonią i telekomunikacją. Brał udział w konferencji w sprawach radia odbytej 22 stycznia 1942 w dowództwie I Korpusu.
Po zakończeniu wojny pozostał na emigracji w Wielkiej Brytanii. Był dyrektorem przedsiębiorstwa i menedżerem eksportu. Jego prace ukazywały się na łamach emigracyjnego pisma „Wiadomości”.
Zmarł 23 stycznia 1961 w Londynie. W 1920 jego pierwszą żoną została Natalia z domu Starzeńska herbu Lis (1897–1989), a w 1936 drugą żoną została Ewa hr. Beydo-Rzewuska herbu Krzywda (1894–1984).

## Odznaczenia
- Krzyż Niepodległości (1933)[52]
- Krzyż Walecznych (przed 1924)[21]
- Złoty Krzyż Zasługi (25 maja 1938)[53]

## Publikacje
- Radio w Sowietach (1932, Warszawa)[54]
- Kulisy radiofonii (1938, Warszawa, wyd. „Książki o radio”)[55][56][57][58][59]
- Kilka uwag o działalności i stosunkach w Polskim Radio (1941, Londyn)[60]
- Zagadnienie polskiej radiofonii (1941, Londyn)[61]
- Radiofonia. Jej rozwój, organizacja i zadania (1944, Londyn: Wydawnictwo Ministerstwa Wyznań Religijnych i Oświecenia Publicznego)[62]